# Mitsubishi Endeavour

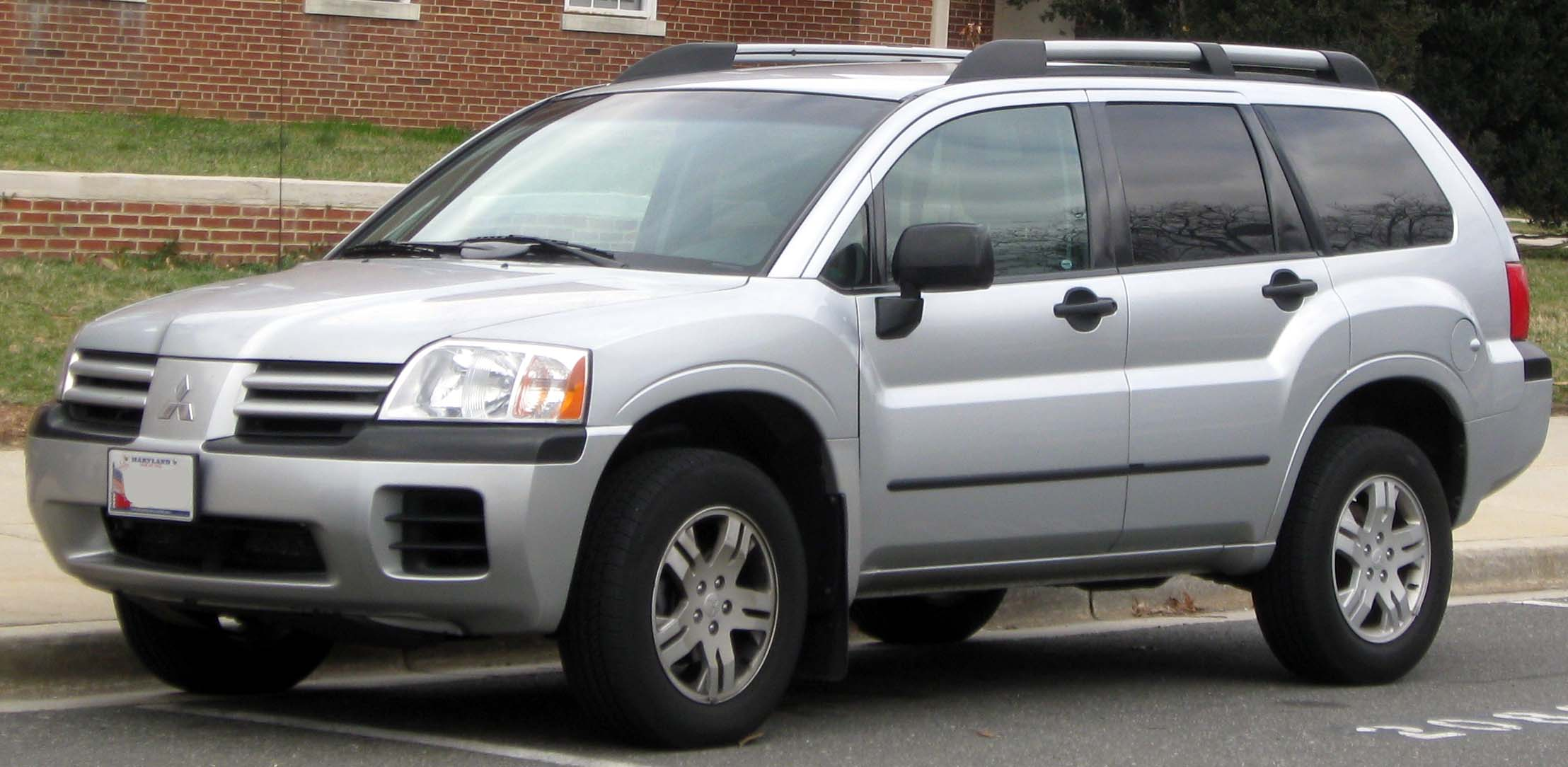
Version 2005.

L'Endeavor est un SUV du constructeur automobile japonais Mitsubishi vendu en Amérique du Nord de 2003 à 2011. Il est motorisé par un V6 de 225 ch.